# Кузьмин (Щиборівська сільська громада)
Кузьми́н — село в Україні, у Щиборівській сільській громаді Хмельницького району Хмельницької області. Населення становить 1894 особи. Село розташоване на березі річки Случ.

## Історія
На околицях села виявлено сліди давньоруського поселення XI-XIII ст. Перша писемна згадка про село датується 1462 р. 
Село було засновано у 1480 . З 1517 р.  містечко отримує магдебурзькі права. З того ж року проводиться кузьминський ярмарок. Входило до складу заснованої Янушем Острозьким Острозької ординації.
Власниками села були послідовно: 
1. до 1517 року — великий литовський князь,
2. з 1517 до 1620 рр. — князі Острозькі
3. з 1620 до 1673 рр. — князі Заславські
4. з 1675 по 1720 рр. — князі Любомирські
5. з 1720 по 1776 рр. — князі Санґушки
6. з 1776 по 1778 рр. — К. Шидловський
7. з 1778 по 1800 рр. — князі Любомирські
8. з 1800 по 1821 рр. — графиня К. Жевуська
9. з 1821 до 1854 рр. — комісія по боргах графині Жевуської
10. з 1854 до 1902 рр. — барони де Шодуари
11. з 1902 по 1905 рр. — В. А. Римський-Корсаков
12. з 1905 по 1917 р.р. — В.А Римський-Корсаков та його спадкоємці і Е. Маньковський.

У 1629 році в Кузьмині було 125 дворів. У 1703 р. за участь у повстанні Семена Палія був арештований війт Кузьмина. 
У 1778 році в містечку налічувалося 282 будинки, діяло 6 корчем. У 1825 р. тут діяла підпільна група «Товариства об'єднаних слов'ян».
У XIX ст. в містечку проводилося 12 ярмарків, працювало З водяні млини, кілька вітряків, ґуральня, цегельня, 3 корчми та трактир. З 1869 р. функціонувало однокласне народне училище, з 1892 р. — жіноча церковно-парафіяльна школа. Духовні запити населення задовольняли православна церква та єврейська синагога. З 1905 року в селі діяв дитячий притулок.
Населення Кузьмина у 1913 р. становило 4262 особи. У 1919 р. на березі кузьминського ставка червоними козаками В. Примакова було розбито дивізію військ УНР.
У роки НЕПу тут діяли сільськогосподарське, кредитно-кооперативне, бурякове, рибоводне, споживче, скотарсько-молочарське товариства. В 1924 р. в Кузьмині було створено комуну і сільгоспартіль, які швидко розпалися. Функціонували олійня, декілька крупорушок та круподерень, дві вапнярки, дві цегельні, ковбасня, водяний та паровий млини тощо. Населення у містечку налічувалось більше 4600 людей. У 1930 р. у Кузьмині пройшла «волинка». Розкуркулено 68 дворів. Село (з 1935 р.) відоме своїми п'ятисотеницями. Репресовано понад 20 чоловік.
На фронтах Німецько-радянської війни загинуло 208 чол., жертви серед мирного населення склали 268 чол. З кінця 50-х до початку 90-х р.р. колгосп «Росія» — одна з найстабільніших сільгоспартілей району.

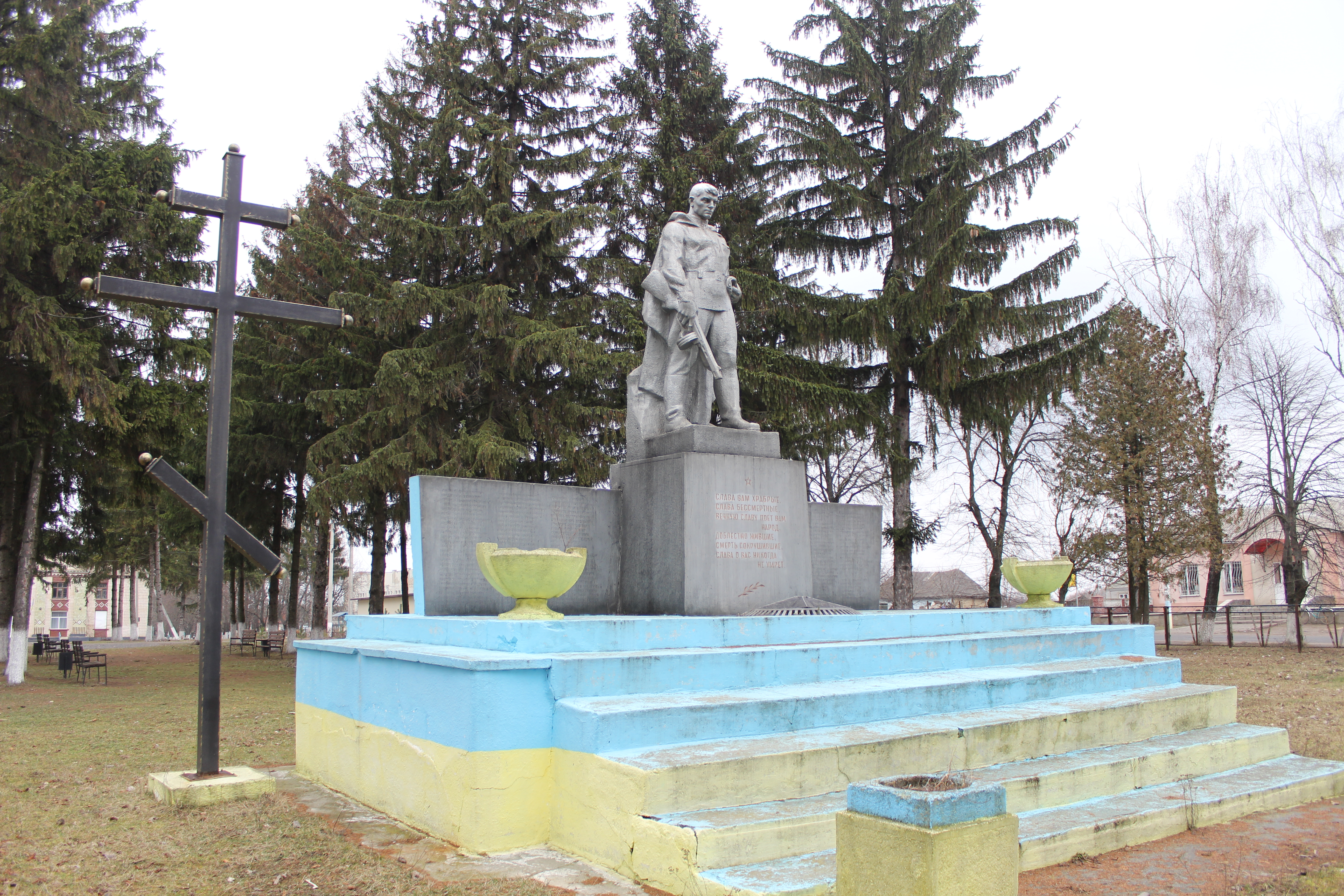
Пам'ятний знак на честь воїнів-односельчан

На початку 90-х років жителі Кузьмина взяли активну участь у Всеукраїнському референдумі 1 грудня 1991 року та президентських виборах. Більше 90 % виборців сказали «так» існуванню незалежної Української держави.
З початку російсько-української війни у 2014 році деякі кузьминці брали участь в АТО/ООС. А з початку повномасштабного вторгнення росії в 2022 році, багато кузьминців пішли боронити Батьківщину.

## Сьогодення
В сьогоденні, у селі діє СК «Кузьминський», ССТ, рибна дільниця, медамбулаторія, середня школа, 7 магазинів, аптека, пошта, АТС. Неподалік від села розташований Кузьминський заказник.

## Населення

### Мова
Розподіл населення за рідною мовою за даними перепису 2001 року:
| Мова            | Кількість | Відсоток |
| --------------- | --------- | -------- |
| українська      | 2020      | 99.61%   |
| російська       | 7         | 0.35%    |
| інші/не вказали | 1         | 0.04%    |
| Усього          | 2028      | 100%     |

## Символіка

### Герб
Затверджений в листопаді 1998 року рішенням сесії сільської ради. Автор — В. Ільїнський.
Щит поділений перекинуто-вилоподібно. У першій частині в червоному полі срібний лапчастий хрест; у другій — в лазуровому полі золоте сонце. В третій — в зеленому полі золотий напнутий лук з золотою стрілою, обернений донизу. Щит обрамований декоративним картушем і увінчаний червоною міською короною з трьома вежами.

## Відомі люди
- Бенюк Василь Олексійович (* 1959) — доктор медичних наук професор, заслужений діяч науки і техніки України.[3]
- Веселовський Сергій Феофанович — член Української Центральної Ради.
- Глібчук Валентина Антонівна — Член Національної спілки журналістів України. Народилася 11.02.1950 р., с. Кузьмин Городоцького району Хмельницької області. Закінчила факультет журналістики Львівського ордена Леніна держуніверситету ім. Івана Франка. Працювала у редакції райгазети «Радянські Карпати» (смт Путила Чернівецької області). Навчалася у ВПШ у Києві. Продовжила журналістські діяльність у редакції незалежного тижневика «Вільна бесіда» (м. Чернівці), відтак на посаді редактора телекомпанії ТВА.

## Галерея

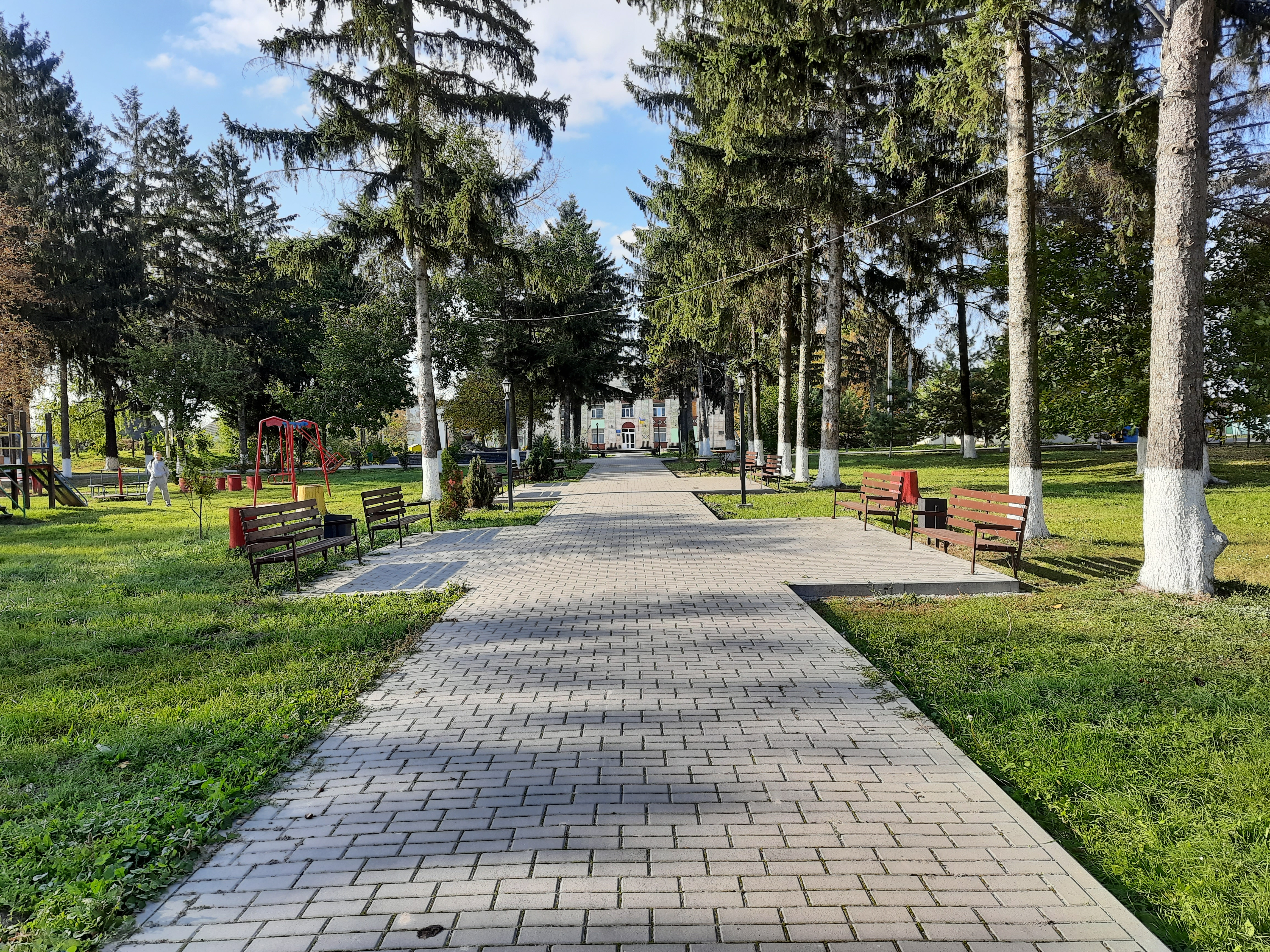
Центр села
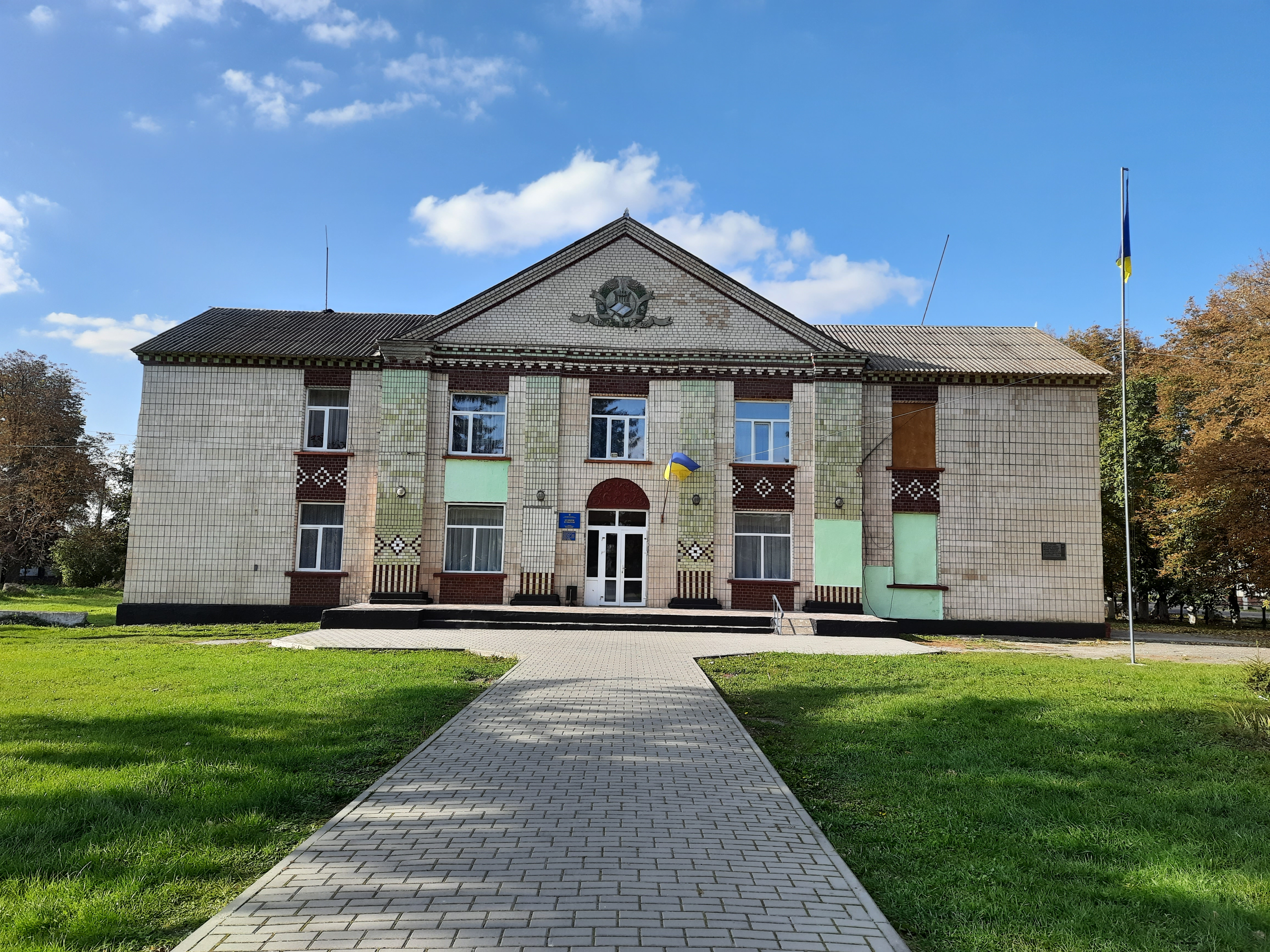
Будинок культури
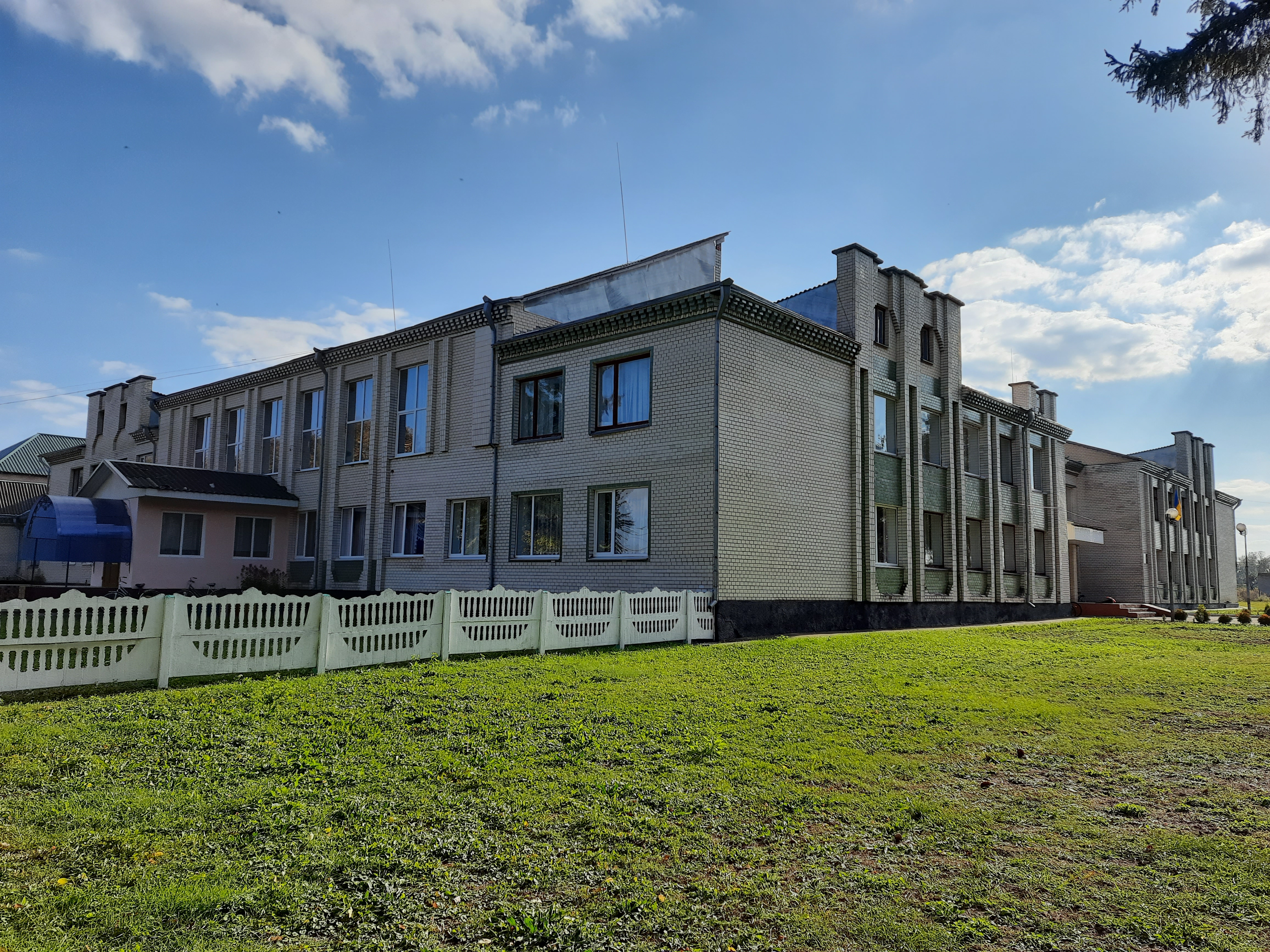
Школа
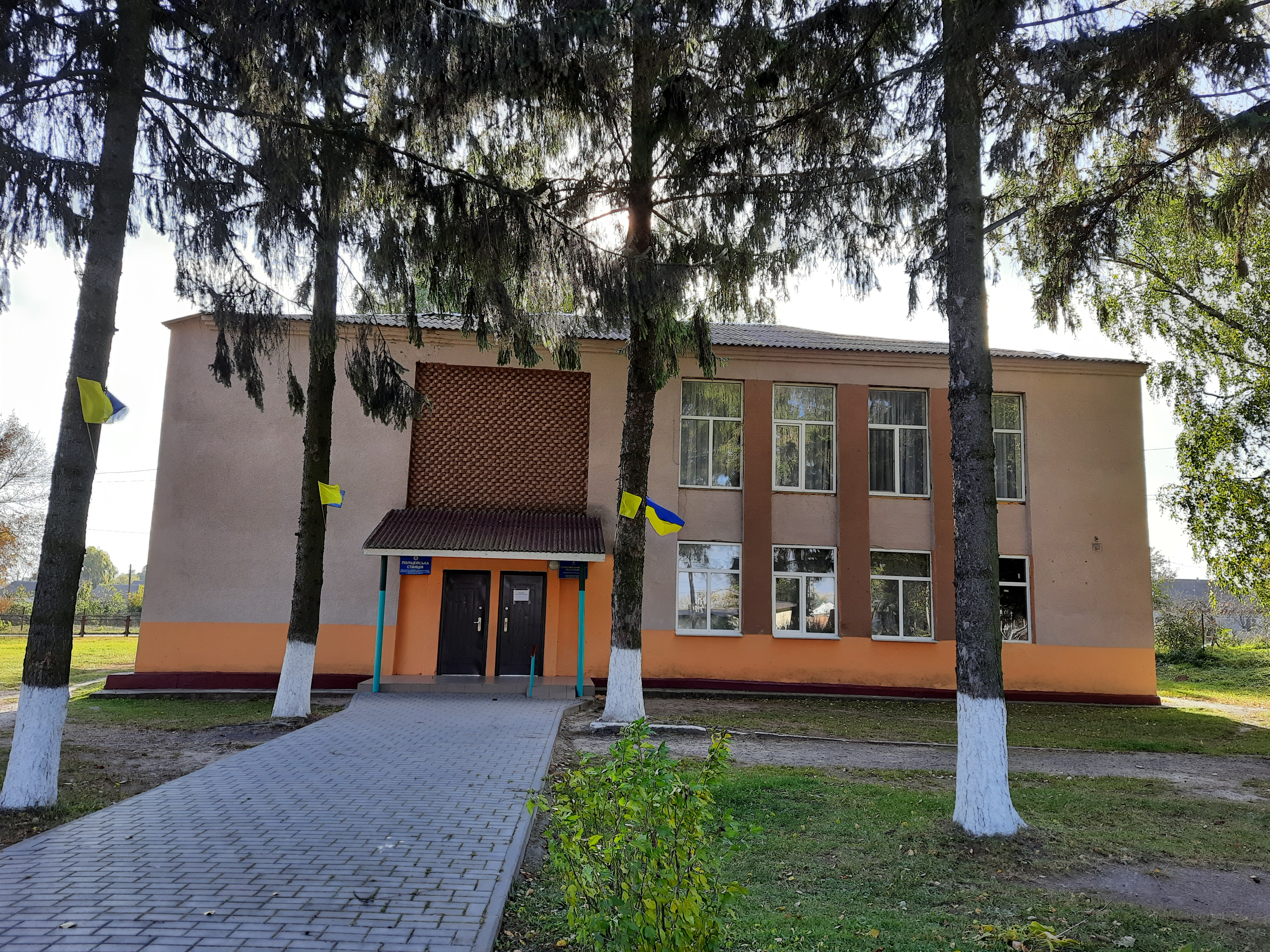
Старостат
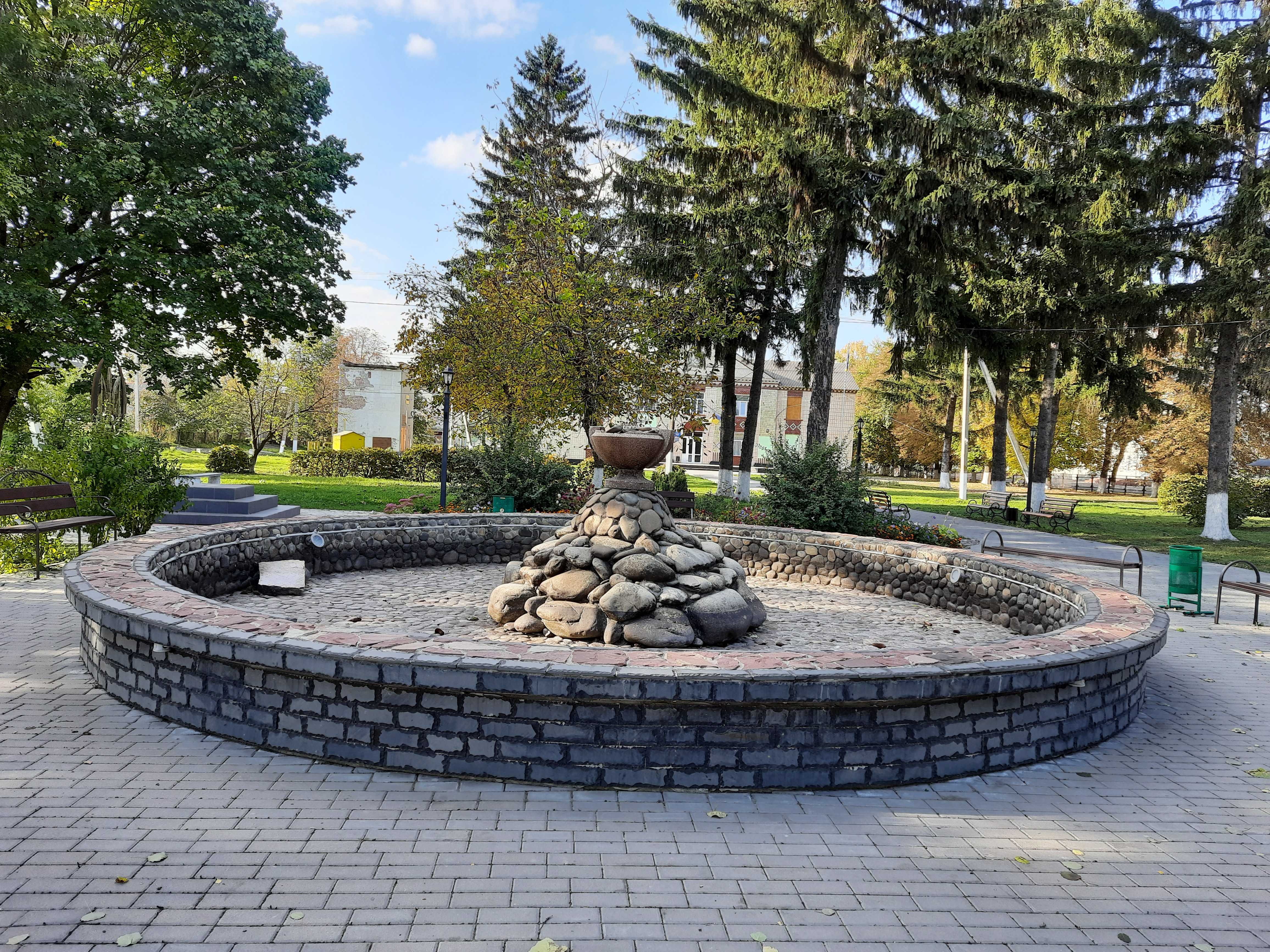
Фонтан
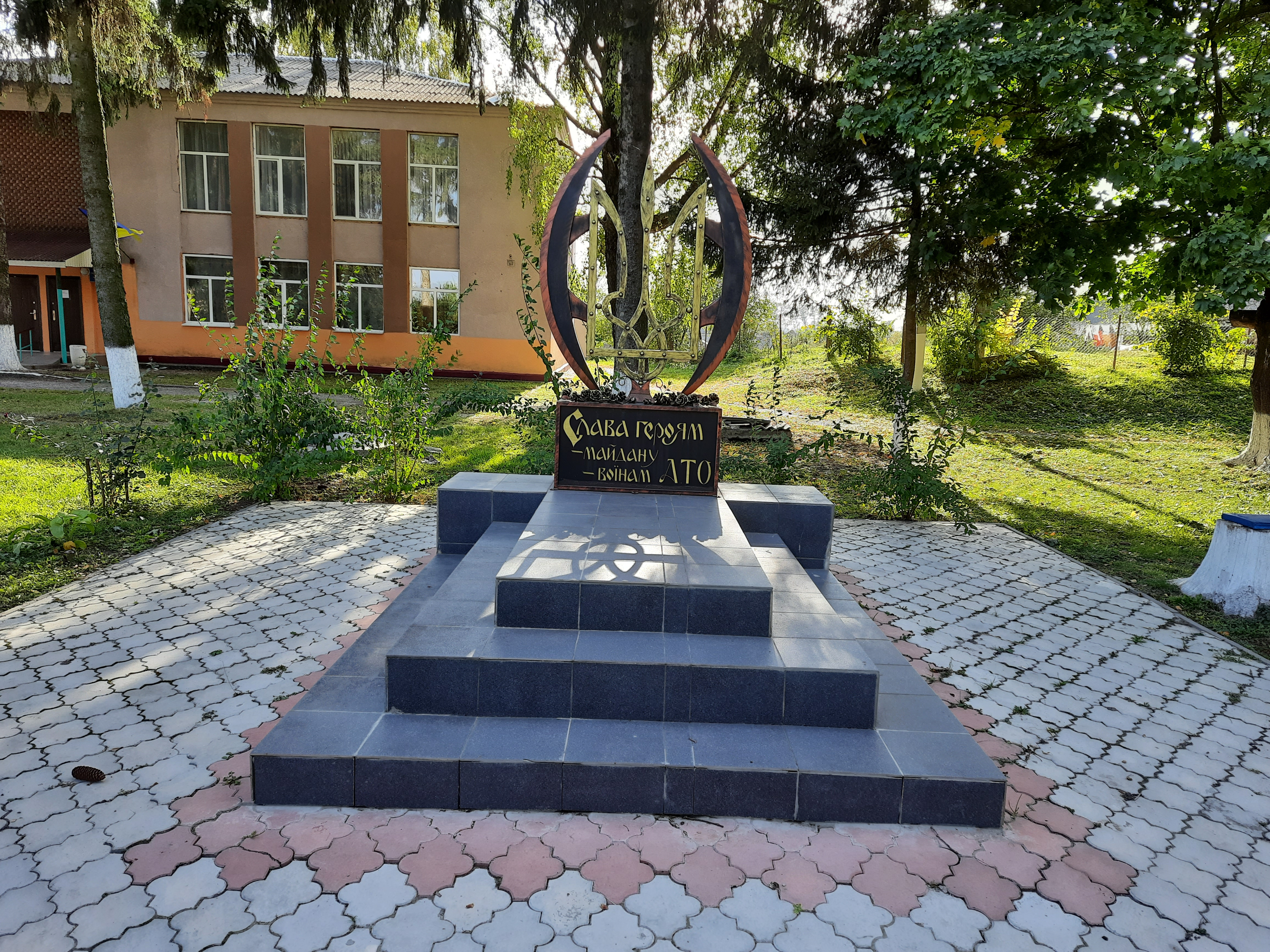
Пам'ятник захисникам України
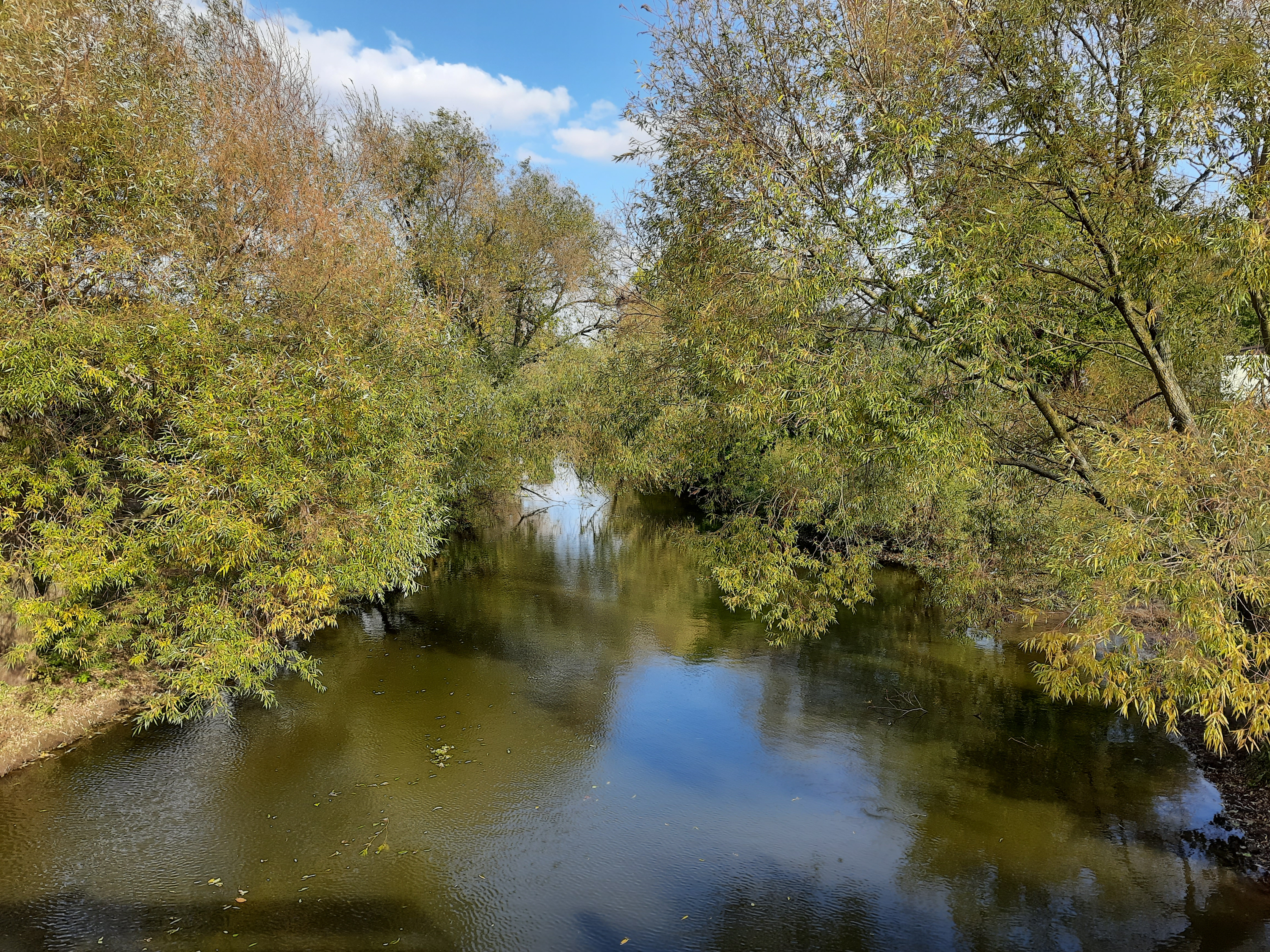
Річка Случ біля села
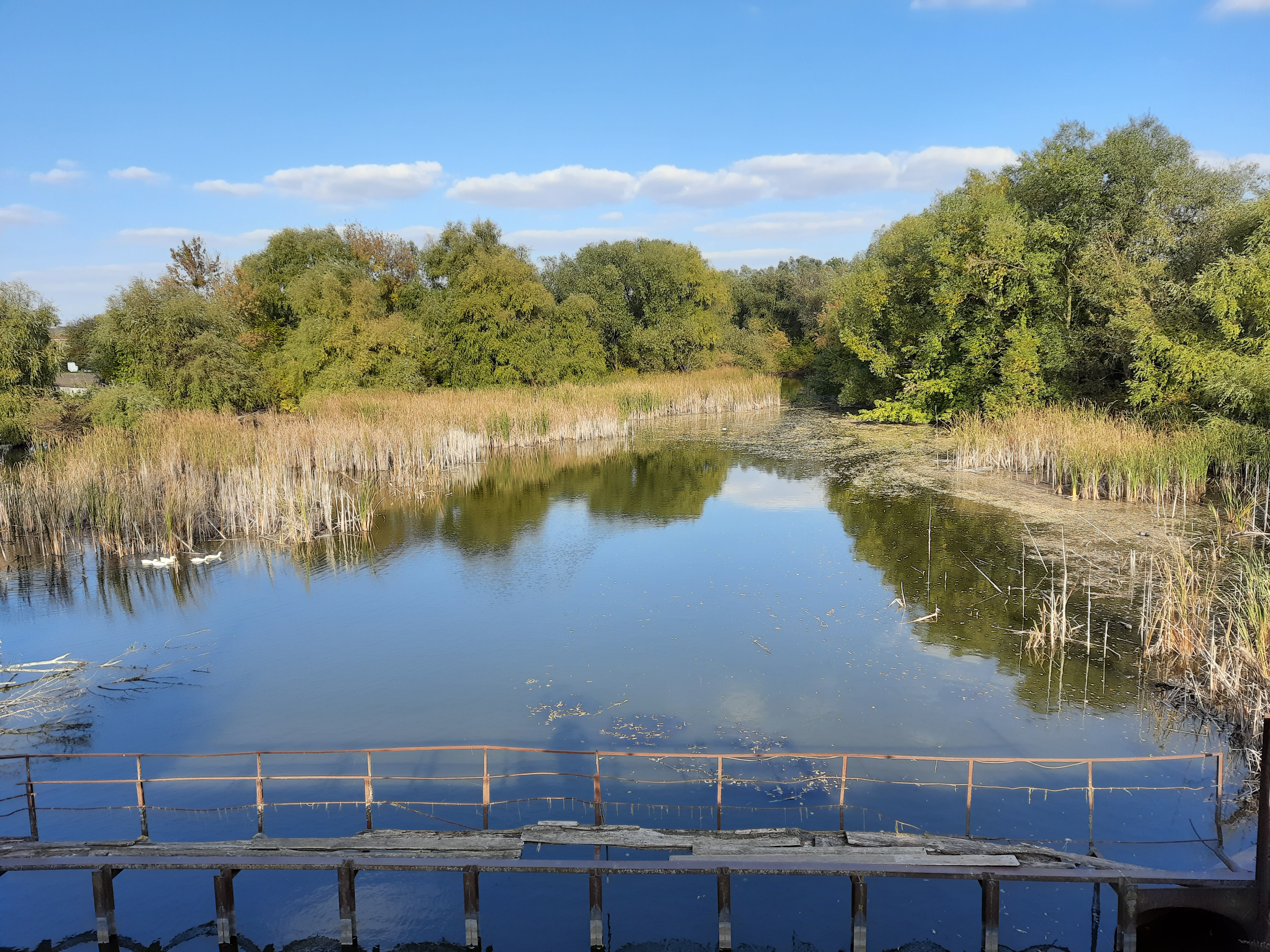
Став біля села